# Slackline

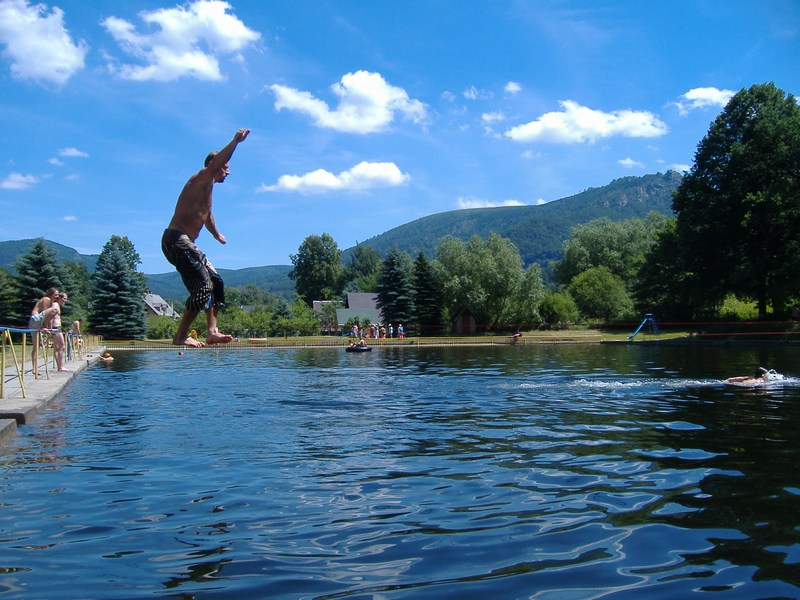
Waterline na koupališti v Hejnicích

Slackline nebo také zkráceně lajna, či slacklining je balancování, chození a skákání na většinou polyesterovém či polyamidovém 25mm širokém popruhu upevněném mezi dvěma kotvícími body, například mezi stromy. Na rozdíl od chození po provazu není popruh na slackline napnutý staticky a ukotvený po stranách, ale je více či méně pružný a po celou dobu chození se dynamicky hýbe. Slacklining také nepoužívá žádné balanční pomůcky typu provazochodecké tyče aj..

## Historie
Počátky tohoto sportu/aktivity lze vystopovat až do amerických Yosemit 80. let, kde si lezci v Campu 4 krátili volné chvíle chozením po řetězech u místních parkovišť. Později však přišli na to, že lze chodit i po lezeckém jistícím popruhu či ploché smyčce a začali tak mezi sebou soutěžit o to, kdo dojde dále. Do Evropy se tento sport/aktivita dostal na přelomu tisíciletí a počátky českého slackliningu můžeme datovat zhruba do roku 2006. Jedná se tedy o sport relativně nový a stále velmi dynamicky se vyvíjející.

## Druhy slackline a jednotlivé disciplíny
Existují různé druhy „lajn“, od kterých se také odvíjí několik disciplín slackliningu. Lajny nízko nad zemí nazýváme buď obecně slackline nebo lowline. Pokud jsou však popruhy delší než 40 metrů, hovoříme již o tzv. longline. Dalším odvětvím slackliningu je tzv. trickline, na které se dělají freestyle triky podobné těm na trampolíně. Trickline je specifická zejména svou šířkou 50mm, zhruba 1-2m výškou a délkou zpravidla mezi 20 a 30 metry. Pokud napneme trickline kratší a níže nad zemí, můžeme také hovořit o tzv. jibline. Za královskou disciplínou slackliningu však mnozí považují tzv. highline. Jedná se o lajny všech délek natažené několik desítek až stovek metrů nad zemí. Na highline se vždy používají dva popruhy spojené k sobě elektrickou tejpou či jiným způsobem. Je to z toho důvodu, že druhý popruh plní funkci tzv. "back-upu", tedy záložního popruhu pro případ, že by první popruh po kterým se zpravidla chodí selhal. Pokud napneme slackline dostatečně vysoko na to, aby se bylo nutné z bezpečnostních důvodů jistit a je však stále niže než 15m nad zemí, hovoříme o tzv. midline vzhledem k tomu, že za highline se považují lajny s výškou 15m a více. Za další odvětví slackliningu se dá považovat tzv. waterline, neboli "wasr", což je slackline natažená nad vodní hladinou.

## Popis
Slackline se skládá ze tří částí: 2–5 cm širokého popruhu, kotících smyček vypodložených zpravidla tzv. "paddingem" nebo kusem koberce. Ty slouží jako kotvicí body pro samotný popruh a pro napínací zařízení. Lajnu lze napnout různými způsoby v závislosti na její délce, výšce, přístupu, okolních možností a podmínek pro ochranu ŽP atd.. U těch kratších postačí pár ocelových karabin či k tomu určené velké ráčny, u delších lajn nízko nad zemí je již potřeba pevný kladkostroj.

## Triky
Vzhledem k tomu, že je slackline stále ještě novým sportem, vznikají neustále nové triky. V současné době jich je několik stovek od těch lehčích, které zvládne i téměř úplný začátečník, až po ty extrémně náročné, které se zatím podařily jen několika málo lidem na světě nebo třeba i jen jednomu člověku (jako bylo například dříve salto vzad s dopadem nohama na lajnu). Triky se mohou rozdělit do několika skupin: nástupy na lajnu (ze sedu, ze dřepu, výmykem), čelem k lajně (klek, sedy, svíčka), kolmo k lajně (raketa, turek), lehy a skoky.

## Highline

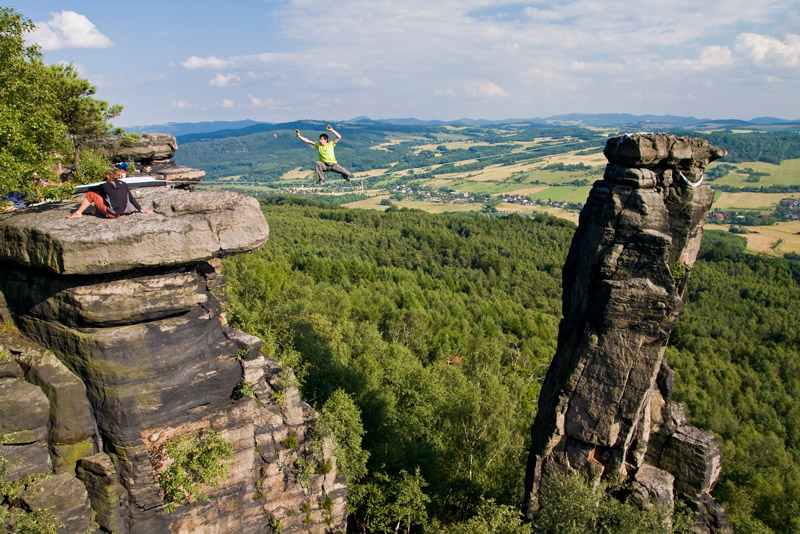
Highline na věž Doga v Tiských stěnách, červenec 2008

Highline jsou lajny natažené vysoko (15 a více metrů) nad zemí mezi stromy, skalními masivy či věžemi, baráky atd.. Pro zajištění maximálního bezpečí je nutné mít dokonalé, několikanásobné i záložní kotvicí body. Pod samotný popruh se upevňuje horolezecké lano či další záložní lajna, která je zpravidla pojistkou pro případ, že by se horní popruh přetrhl. Popruh nebo lano je nutné v místech, kde se dotýkají stromu nebo skály, vypodložit paddingy, tedy např. odřezky koberců, batohy, dekami apod. Jednak proto, aby se neničil strom nebo skála, jednak proto, aby se neodíral nebo dokonce neprodřel popruh, zejména při pádu. Hajlajny se většinou chodí s jištěním – slacklinisté si oblékají sedací úvazek neboli sedák spojený s popruhem lanovou smycí a dvěma k tomu určenými pevnostními kruhy. Jsou však i lidé, kteří chodí highline bez jištění, tedy tzv. stylem "free solo". Nejznámějším přechodem stylem freesolo je nejspíš přechod první natažené highline na světě na Lost Arrow Spire v Yosemitech legendárním lezcem, slacklinerem a basejumperem Deanem Potterem. Od té doby se rekord v délce freesolo highline přechodu několikrát posunul.

## Rekordy

### Slackline rekordy
Nejvyšší slackline, 1000 metrů vysoko nad zemí, přešel Christian Schou 3. srpna 2006 přes fjord v Kjeragu v Norsku. Jeho výkon zopakoval Aleksander Mork v září 2007 a později výprava českých slacklinerů.

### Nejdelší slackline
Aktuální světový rekord: Přechod nejdelší highline na světě: Quirin Herterich, Ruben Langer, Friedrich Kuhne, Lucas Immler: 2100m (Norsko, Lappoten).
Bývalý světový rekord a současný český highline rekord: Danny Menšík, Nathan Paulin - 1000m, Francouzské Alpy.
Současný český longline rekord: Vilém Sekal, Tomáš Urban - 450m, Neveklov.
Současný světový longline rekord: Dyneema: Pes:
Bývalé rekordy:
Michi Aschaber, Mich Kemeter, 217 metrů, Rakousko.
Stefan Junghannss a Damian Jörren – 203 metrů, 12. března 2009, Dresden. 
Nejdelší highline, 171 metrů, přešel Stefan Junghannss 1. července 2008 v Drážďanech. (video)
Jak se vyvíjela historie rekordu
- Průkopníky dlouhých lajn byli především Dean Potter, Shawn Snyder a Braden Mayfield. Přestože kolovaly zvěsti o lajnách dlouhých 60–90 metrů, neexistuje o tom žádný oficiální záznam.
- Heinz Zak, extrémní lezec a fotograf, byl jedním z prvních držitelů světového rekordu za přejití 100 metrů dlouhé lajny v srpnu 2005.[3]
- Rekord vydržel až do 4. března 2007, kdy Damian Cooksey přešel lajnu o délce 123 metrů ve Varšavě.[4]
- 31. května 2007 vytvořil Andreas Thoelke nový rekord přejitím 135 metrů dlouhé lajny.
- 10. července 2007 tento rekord opět překonal Damian Cooksey, lajna měřila 154 metrů.

## Slackline v Česku
V České republice stejně jako ve světě začal slacklining jako oblíbený způsob trávení volného času mezi lezci. Postupně však nabýval na popularitě a v roce 2007 proběhly dvě průkopnické akce - a to Slackline festival na Bišíku  a Dej si lajnu v rámci programu Mezinárodního horolezeckého filmového festivalu v Teplicích nad Metují. V roce 2008 probíhá historicky první ročník Českého poháru ve slackline.